# Danilo Massi
Danilo Massi (Roma, 25 gennaio 1956) è un regista, sceneggiatore, fotografo e attore italiano.

## Biografia
Figlio del regista Stelvio Massi, ha esordito come attore bambino in alcune pellicole nelle quali il padre era impegnato come direttore della fotografia. Ha poi proseguito la sua carriera come aiuto-regista ma anche come soggettista e sceneggiatore, non disdegnando qualche altra piccola parte attoriale, sempre in pellicole dirette da suo padre. Ha firmato nel 1979 il suo primo film da regista Ciao cialtroni! firmandosi "Danilo Massi Rossini". Nel 1980 il film viene candidato al nastro d'argento come opera prima e sempre lo stesso anno vince il primo premio al Festival di Giffoni nella rassegna collaterale "I problemi dei giovani nella cinematografia contemporanea" curata da Domenico Meccoli. Ben dieci anni più tardi ha girato il suo secondo lungometraggio Una notte chiara, e nel 1994 ha firmato come "Daniel Stone" il suo terzo film per il cinema: Il sesto giorno - La vendetta, un action movie che è stato distribuito solo per il mercato estero.

## Filmografia

### Attore
- Se non avessi più te, regia di Ettore Maria Fizzarotti (1965)
- Perdono, regia di Ettore Maria Fizzarotti (1966)
- Nessuno mi può giudicare, regia di Ettore Maria Fizzarotti (1966)
- Mi vedrai tornare, regia di Ettore Maria Fizzarotti (1966)
- Mark il poliziotto, regia di Stelvio Massi (1975)
- La banda del trucido, regia di Stelvio Massi (1977)
- Pretendo l'inferno, regia di Eugenio Ercolani – documentario (2024)

### Regista
- Ciao cialtroni! (1979)
- Una notte chiara (1989)
- Il sesto giorno - La vendetta (1994)
- Cronaca di un ricatto – film TV (1999)
- Il procuratore – film TV (2000)

### Soggetti e sceneggiature
- Un poliziotto scomodo (1978)
- Ciao cialtroni! (1979)
- Black Cobra (1986)
- Una notte... Chiara (1991)
- Il quinto giorno (1993)
- Il sesto giorno - La vendetta (1994)